# Saint-Ouën-des-Toits
Saint-Ouën-des-Toits é uma comuna francesa na região administrativa da Pays de la Loire, no departamento de Mayenne. Estende-se por uma área de 21,26 km². Em 2010 a comuna tinha 1 803 habitantes (densidade: 84,8 hab./km²).